# Diócesis de Basse-Terre y Pointe-à-Pitre
La diócesis de Basse-Terre o de Basse-Terre y Pointe-à-Pitre (en latín: Dioecesis Imae Telluris y en francés: Diocèse de Basse-Terre et Pointe-à-Pitre) es una circunscripción eclesiástica de la Iglesia católica en las Antillas francesas. Se trata de una diócesis latina, sufragánea de la arquidiócesis de Fort-de-France. Desde el 3 de abril de 2023 diócesis su obispo es Philippe Guiougou.

## Territorio y organización

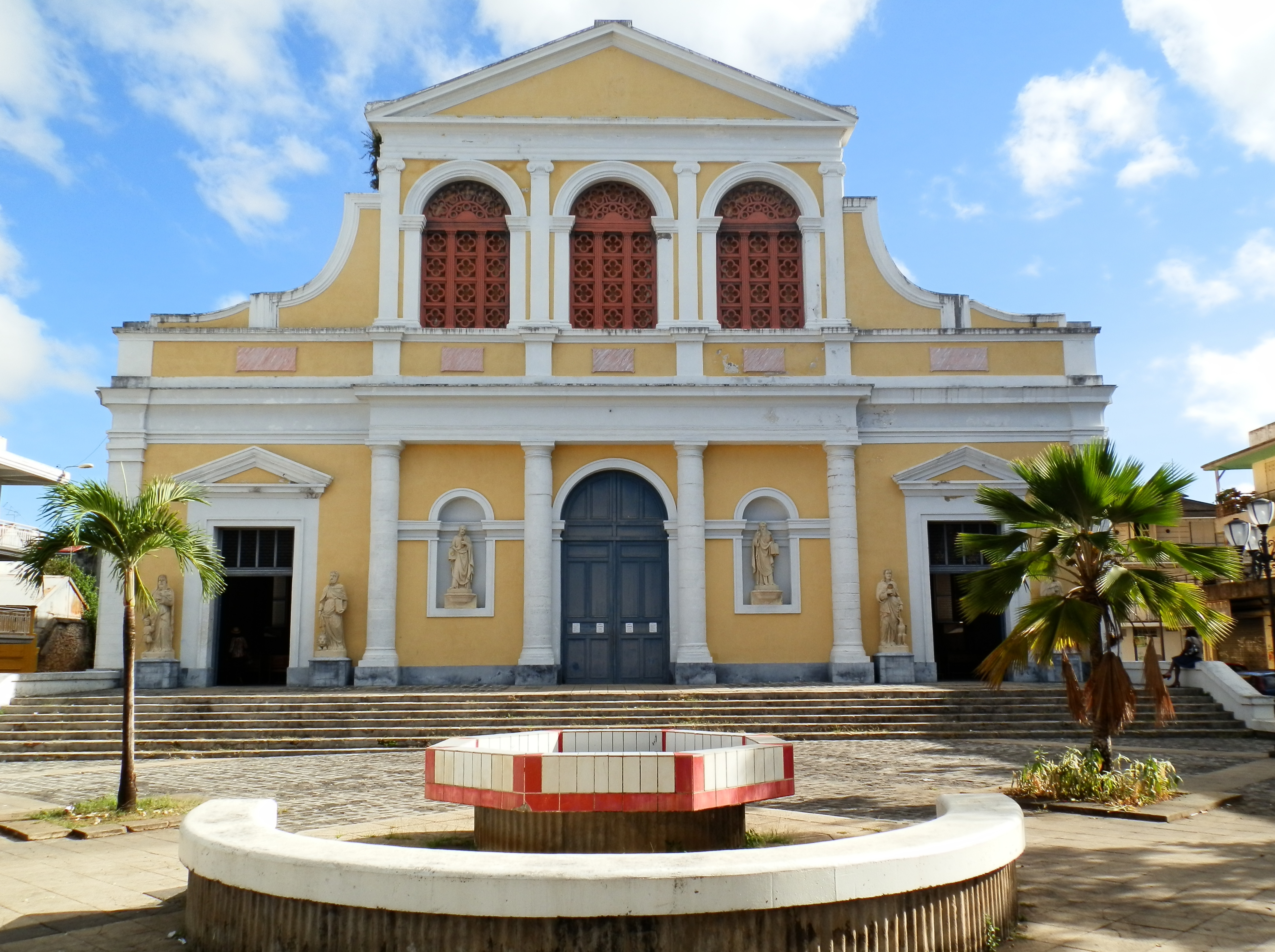
Iglesia de los Santos Pedro y Pablo, en Pointe-à-Pitre

La diócesis tiene 1702 km² y extiende su jurisdicción sobre los fieles católicos de rito latino residentes en el departamento de ultramar de Guadalupe y en las colectividades de ultramar de San Bartolomé y San Martín, en las Antillas Menores de Francia. La diócesis tiene como vecinas al noroeste, la diócesis de Saint John-Basseterre y al sureste, la diócesis de Roseau.
La sede de la diócesis se encuentra en la ciudad de Basse-Terre (en la isla de Guadalupe), en donde se halla la Catedral de Nuestra Señora de Guadalupe. En Pointe-à-Pitre se encuentra la iglesia de los Santos Pedro y Pablo, comúnmente conocida como catedral, pero que no tiene formalmente ese título.
En 2022 en la diócesis existían 44 parroquias.

## Historia
La evangelización de Guadalupe comenzó en 1635 por los dominicos, que desembarcaron en el norte de la isla de Basse-Terre el 29 de junio de ese año.
La diócesis de Guadalupe y Basse-Terre fue erigida el 27 de septiembre de 1850 mediante la bula Vel a primis del papa Pío IX desmembrando territorio de la prefectura apostólica de las Islas Continentales (hoy arquidiócesis de Fort-de-France). Originalmente era sufragánea de la arquidiócesis de Burdeos.
El 19 de julio de 1951 la diócesis tomó su nombre actual, agregando el nombre de Pointe-à-Pitre.
El 9 de septiembre de 1959, con la carta apostólica Respice stellam el papa Juan XXIII proclamó a Nuestra Señora de Guadalupe patrona de la diócesis y titular de la catedral.
El 26 de septiembre de 1967 pasó a formar parte de la provincia eclesiástica de Fort-de-France.

## Estadísticas
Según el Anuario Pontificio 2023 la diócesis tenía a fines de 2022 un total de 335 000 fieles bautizados.
| Año                                                                             | Población            | Población | Población      | Sacerdotes | Sacerdotes    | Sacerdotes    | Bautizados por sacerdote | Diáconos permanentes | Religiosos | Religiosos | Parroquias |
| Año                                                                             | Bautizados católicos | Total     | % de católicos | Total      | Clero secular | Clero regular | Bautizados por sacerdote | Diáconos permanentes | Varones    | Mujeres    | Parroquias |
| ------------------------------------------------------------------------------- | -------------------- | --------- | -------------- | ---------- | ------------- | ------------- | ------------------------ | -------------------- | ---------- | ---------- | ---------- |
| 1948                                                                            | 277 112              | 278 864   | 99.4           | 80         | 24            | 56            | 3463                     |                      | 62         | 123        | 36         |
| 1959                                                                            | 295 017              | 301 589   | 97.8           | 101        | 37            | 64            | 2920                     |                      | 69         | 204        | 42         |
| 1964                                                                            | 307 000              | 315 000   | 97.5           | 108        | 43            | 65            | 2842                     |                      | 81         | 237        | 43         |
| 1970                                                                            | 300 000              | 311 149   | 96.4           | 113        | 47            | 66            | 2654                     |                      | 91         | 243        | 46         |
| 1976                                                                            | 295 400              | 325 400   | 90.8           | 91         | 44            | 47            | 3246                     |                      | 58         | 211        | 46         |
| 1980                                                                            | 270 000              | 313 405   | 86.2           | 83         | 44            | 39            | 3253                     |                      | 45         | 201        | 46         |
| 1990                                                                            | 317 061              | 344 570   | 92.0           | 67         | 43            | 24            | 4732                     |                      | 34         | 215        | 43         |
| 1999                                                                            | 340 000              | 428 000   | 79.4           | 56         | 40            | 16            | 6071                     | 4                    | 17         | 173        | 42         |
| 2000                                                                            | 340 000              | 430 000   | 79.1           | 52         | 37            | 15            | 6538                     | 3                    | 16         | 173        | 40         |
| 2001                                                                            | 355 000              | 435 700   | 81.5           | 59         | 41            | 18            | 6016                     | 3                    | 19         | 165        | 45         |
| 2002                                                                            | 378 000              | 450 000   | 84.0           | 68         | 50            | 18            | 5558                     | 8                    | 19         | 165        | 45         |
| 2003                                                                            | 373 000              | 438 000   | 85.2           | 52         | 37            | 15            | 7173                     | 10                   | 16         | 165        | 45         |
| 2004                                                                            | 395 000              | 454 000   | 87.0           | 56         | 41            | 15            | 7053                     | 12                   | 16         | 165        | 45         |
| 2006                                                                            | 400 000              | 474 000   | 84.4           | 57         | 41            | 16            | 7017                     | 10                   | 17         | 165        | 44         |
| 2012                                                                            | 390 000              | 467 000   | 83.5           | 52         | 38            | 14            | 7500                     | 11                   | 14         | 165        | 42         |
| 2015                                                                            | 314 120              | 464 000   | 67.7           | 67         | 44            | 23            | 4688                     | 11                   | 23         | 165        | 36         |
| 2018                                                                            | 350 224              | 449 326   | 77.9           | 64         | 39            | 25            | 5472                     | 12                   | 25         | 165        | 42         |
| 2020                                                                            | 342 670              | 439 649   | 77.9           | 63         | 38            | 25            | 5439                     | 16                   | 29         | 165        | 43         |
| 2022                                                                            | 335 000              | 429 239   | 78.0           | 72         | 45            | 27            | 4652                     | 15                   | 27         | 105        | 44         |
| Fuente: Catholic-Hierarchy, que a su vez toma los datos del Anuario Pontificio. |                      |           |                |            |               |               |                          |                      |            |            |            |

### Vida consagrada
En el territorio de la diócesis, desempeñan su labor carismática religiosos y religiosas, de los siguientes institutos de vida consagrada o sociedades de vida apostólica: Congregación del Espíritu Santo (espiritanos), Instituto Caritas Christi, Hospitalarias de Guadalupe, Orden de Nuestra Señora del Monte Carmelo (monjas carmelitas), dominicas de Santa Catalina de Siena de Etrepagny (dominicas de Etrepagny), Dominicas de Santa Catalina de Siena de Albi (dominicas de Albi), Hermanas de San José de Cluny (josefinas de Cluny) y las Hermanas Hospitalarias de San Pablo (de Chartres).

## Episcopologio

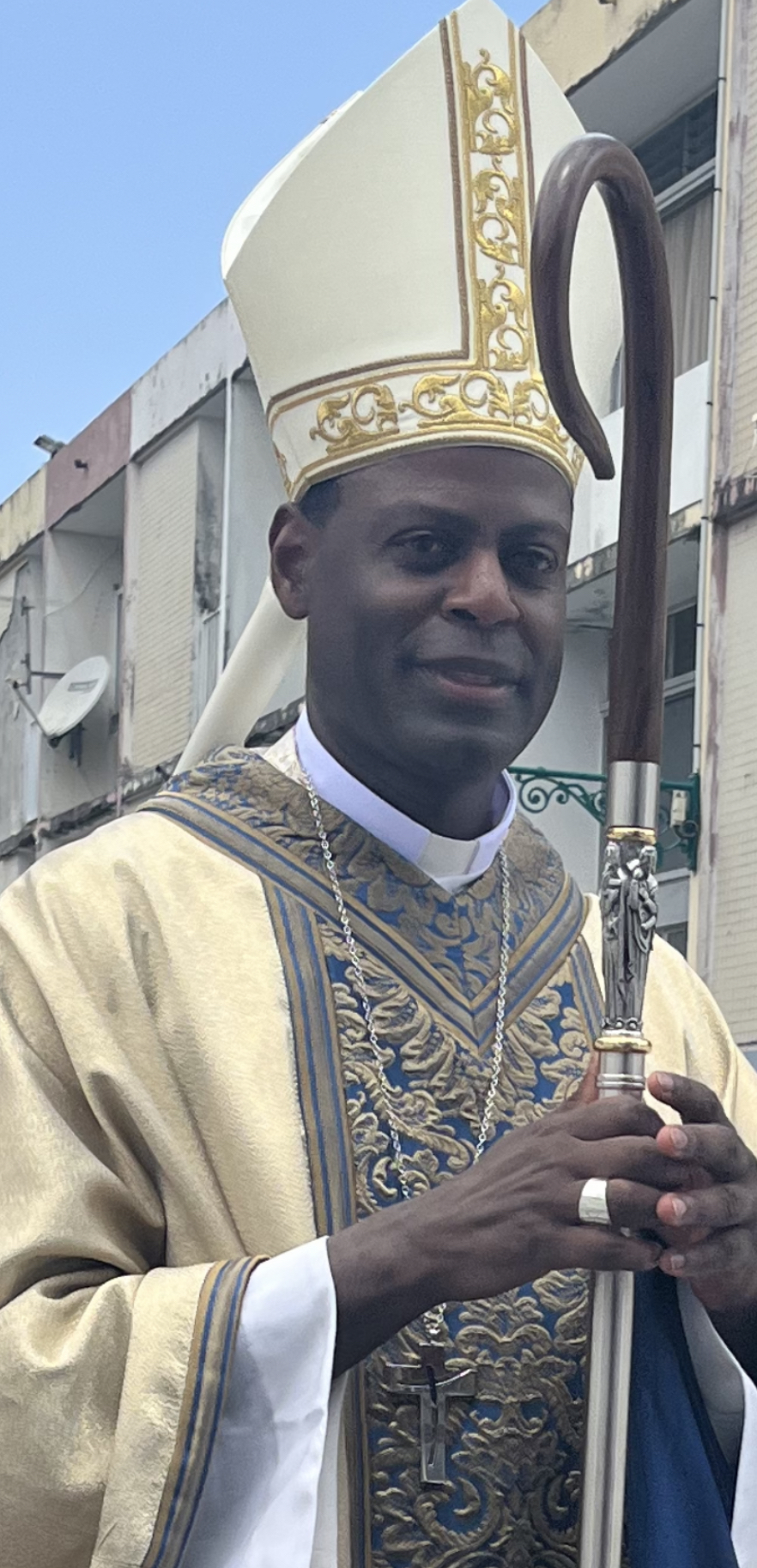
Philippe Guiougou, obispo de Basse-Terre desde 2023

- Pierre-Marie-Gervais Lacarrière † (3 de octubre de 1850-30 de diciembre de 1852 renunció)[7]
- Théodore-Augustin Forcade, M.E.P. † (12 de septiembre de 1853-18 de marzo de 1861 nombrado obispo de Nevers)
- Antoine Boutonnet † (7 de abril de 1862-13 de noviembre de 1868 falleció)
- Joseph-Clair Reyne † (21 de marzo de 1870-14 de noviembre de 1872 falleció)
- François-Benjamin-Joseph Blanger † (25 de julio de 1873-9 de agosto de 1883 nombrado obispo de Limoges)
- Fédéric-Henri Oury † (27 de marzo de 1885-10 de junio de 1886 nombrado obispo de Fréjus)
  - Sede vacante (1886-1899)
- Pierre-Marie Avon † (22 de junio de 1899-23 de febrero de 1901 falleció)
- Emmanuel-François Canappe † (18 de abril de 1901-20 de septiembre de 1907 falleció)
  - Sede vacante (1907-1912)
- Pierre-Louis Genoud, C.S.Sp. † (31 de mayo de 1912-17 de mayo de 1945 renunció[nota 1])
- Jean Gay, C.S.Sp. † (17 de mayo de 1945 por sucesión-29 de enero de 1968 renunció[nota 2])
- Siméon Oualli † (29 de junio de 1970-2 de julio de 1984 renunció)
- Ernest Mesmin Lucien Cabo † (2 de julio de 1984-15 de mayo de 2008 retirado)
  - Sede vacante (2008-2012)
- Jean-Yves Riocreux (15 de junio de 2012-13 de mayo de 2021 retirado)[nota 3]
- Philippe Guiougou, desde el 3 de abril de 2023